# Răuțel
Răuțel è un comune della Moldavia situato nel distretto di Fălești di 4.090 abitanti al censimento del 2004